# Menzingen
Menzingen es una comuna suiza del cantón de Zug. Limita al norte con las comunas de Neuheim y Hirzel (ZH), al este con Schönenberg (ZH) y Hütten (ZH), al sur con Oberägeri y Unterägeri, y al oeste con Baar.
Allí se encuentra la Casa General de la Fraternidad Sacerdotal San Pío X y es residencia de su superior general don Davide Pagliarani.
Pertenecen a la comuna las localidades de: Bethlehem, Brettingen, Edlibach, Finstersee, Gubel y Neuägeri.